# COPS3
COPS3 (англ. COP9 signalosome subunit 3) – білок, який кодується однойменним геном, розташованим у людей на короткому плечі 17-ї хромосоми. Довжина поліпептидного ланцюга білка становить 423 амінокислот, а молекулярна маса — 47 873.
| 10         |  | 20         |  | 30         |  | 40         |  | 50         |
| ---------- |  | ---------- |  | ---------- |  | ---------- |  | ---------- |
| MASALEQFVN |  | SVRQLSAQGQ |  | MTQLCELINK |  | SGELLAKNLS |  | HLDTVLGALD |
| VQEHSLGVLA |  | VLFVKFSMPS |  | VPDFETLFSQ |  | VQLFISTCNG |  | EHIRYATDTF |
| AGLCHQLTNA |  | LVERKQPLRG |  | IGILKQAIDK |  | MQMNTNQLTS |  | IHADLCQLCL |
| LAKCFKPALP |  | YLDVDMMDIC |  | KENGAYDAKH |  | FLCYYYYGGM |  | IYTGLKNFER |
| ALYFYEQAIT |  | TPAMAVSHIM |  | LESYKKYILV |  | SLILLGKVQQ |  | LPKYTSQIVG |
| RFIKPLSNAY |  | HELAQVYSTN |  | NPSELRNLVN |  | KHSETFTRDN |  | NMGLVKQCLS |
| SLYKKNIQRL |  | TKTFLTLSLQ |  | DMASRVQLSG |  | PQEAEKYVLH |  | MIEDGEIFAS |
| INQKDGMVSF |  | HDNPEKYNNP |  | AMLHNIDQEM |  | LKCIELDERL |  | KAMDQEITVN |
| PQFVQKSMGS |  | QEDDSGNKPS |  | SYS        |  |            |  |            |

A: Аланін

C: Цистеїн

D: Аспарагінова кислота

E: Глутамінова кислота

F: Фенілаланін

G: Гліцин

H: Гістидин

I: Ізолейцин

K: Лізин

L: Лейцин

M: Метіонін

N: Аспарагін

P: Пролін

Q: Глутамін

R: Аргінін

S: Серин

T: Треонін

V: Валін

Кодований геном білок за функцією належить до фосфопротеїнів. 
Задіяний у таких біологічних процесах, як ацетилювання, альтернативний сплайсинг. 
Локалізований у цитоплазмі, ядрі.